# Delaware (Iowa)
Delaware è un comune degli Stati Uniti d'America, situato nello Stato dell'Iowa, nella contea di Delaware.